# Dalles

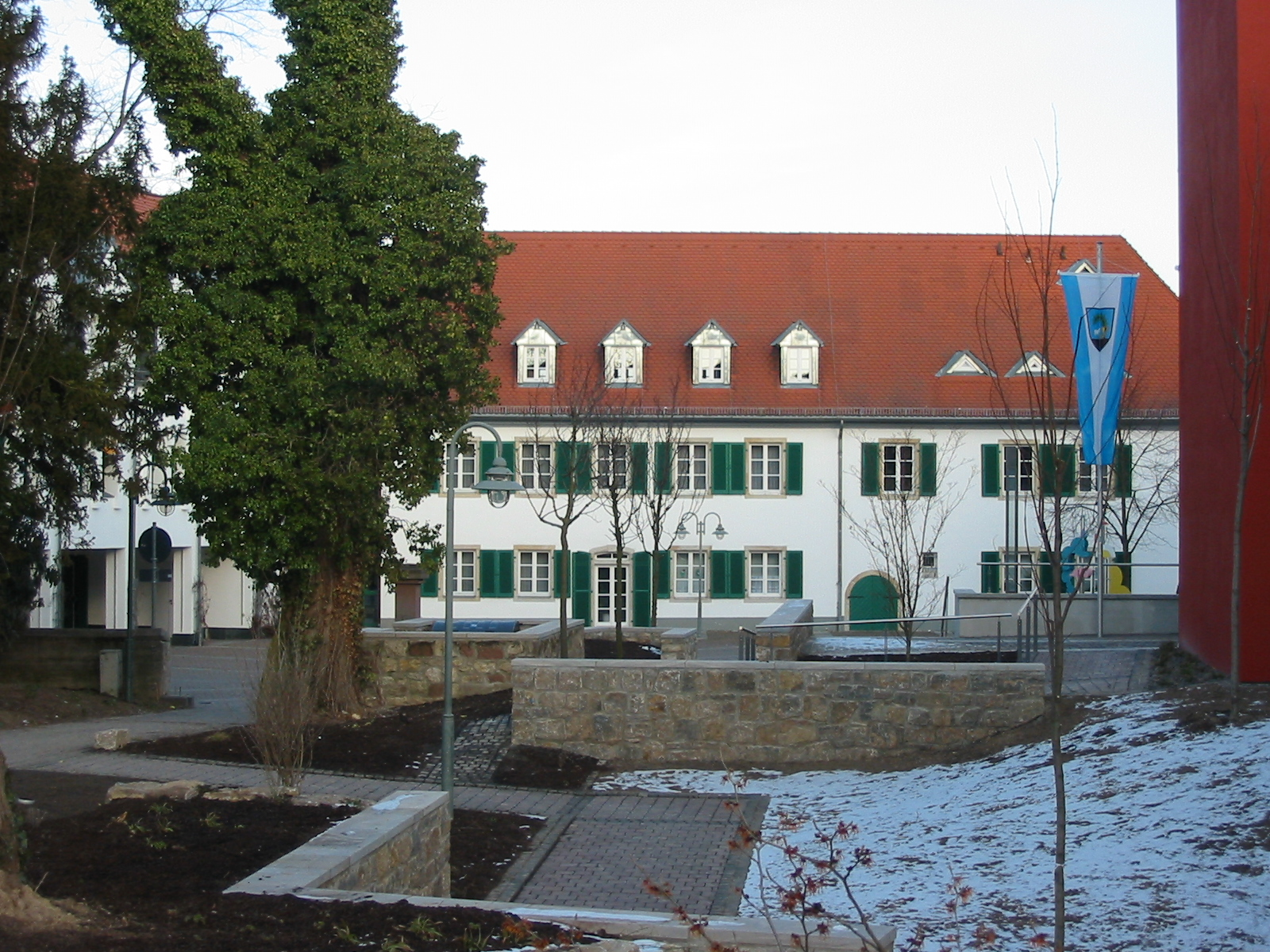
Dollesplatz in Bodenheim/Rheinhessen

Das Wort Dalles ist jiddischer Herkunft und stammt vom hebräischen dal, dalut, dallûṯ für ‚Armut‘ bzw. vom (west)jüdischen dáless für ‚Not‘, ‚Armut‘, ‚Bankrott‘, ‚Elend‘ ab. In der deutschen Literatur des 19. und frühen 20. Jahrhunderts ist die Wendung „man hat den Dalles“ eine bekannte, wenn auch seltene Redewendung.
Im rheinländischen Dialekt belegt ist die Redewendung „em den Dalles gin“ (ihm den Rest geben), im Schwäbischen „der hat sein Dalles“ (seinen Teil abbekommen). Im Rheinland wird ferner die Redewendung „alles Bruch un Dalles“ (für heruntergekommene, verwahrloste und chaotische Verhältnisse) gebraucht.

## Ortsbezeichnungen
Darüber hinaus ist in einigen Gemeinden im Bereich Mainz und Frankfurt am Main die zum Teil offizielle oder auch nur die im Volksmund gebrauchte Bezeichnung für den zentralen Platz des Ortes gebräuchlich, zum Beispiel in Frankfurt-Sindlingen, Mörfelden (Mörfelden-Walldorf), Oberhöchstadt und Oberems im Taunus, in Weiterstadt und in Wackernheim, Sulzbach am Taunus sowie Okriftel. Im Mühltaler Ortsteil Traisa ist der „Dalles“ der dortige Festplatz.
„Die Bezeichnung wurde vermutlich vom Frankfurter oder Mainzer Dalles auf andere Dorfplätze übertragen; denn dort war der Treffpunkt der armen Kleinhändler.“ In Frankfurt war der Dalles im 19. Jahrhundert ein kleiner Platz zwischen Zeil, Fahrgasse, Judengasse und der zum Allerheiligentor führenden Allerheiligengasse, etwa an der heutigen Konstablerwache, auf dem sich täglich die arbeitssuchenden Tagelöhner sammelten. Da die Tagelöhner überwiegend Wanderarbeiter aus Osthessen waren, hieß dieser Treffpunkt im Frankfurter Volksmund auch Fulderbörse (abgeleitet von Fulda). Der Platz fiel um 1881 dem Ausbau der Zeil nach Osten zum Opfer. Daraufhin verlagerten sich der Dalles und die Fulderbörse nach Süden auf den ehemaligen Judenmarkt (heute Börneplatz). Dort ist der Name noch für die Zeit nach dem Ende des Ersten Weltkrieges belegt.

## Belege
1. ↑  Jüdische Allgemeine vom 21. Februar 2013, Autor Christoph Gutknecht
2. ↑  Sindlinger Geschichtsverein: Bildunterschrift zur früheren Annenkapelle am Dalles (Memento vom 9. Oktober 2017 im Internet Archive), Abruf am 22. Juni 2017.
3. ↑  Geschichte von Okriftel. Abgerufen am 22. August 2023.
4. ↑  Dalles (Deutung). Südhessisches Flurnamenbuch.  In: Landesgeschichtliches Informationssystem Hessen (LAGIS).
5. 1 2  Wolfgang Brückner: Frankfurter Wörterbuch. Aufgrund des von Johann Joseph Oppel und Hans Ludwig Rauh gesammelten Materials herausgegeben im Auftrag der Frankfurter Historischen Kommission in Verbindung mit dem Institut für Volkskunde / Institut für Kulturanthropologie und Europäische Ethnologie der Johann Wolfgang Goethe-Universität Frankfurt am Main. Verlag Waldemar Kramer, Frankfurt am Main 1988, ISBN 3-7829-0360-9. Band I: Einleitung, A–Eva, S. 453 f.